# جامعة مركز الثقافة السنية الإسلامية
الجامعة المركزية (وتسمى أيضًا المركز أو المركز السني) هي جامعة إسلامية تعمل تحت إشراف مركز الثقافة السنية في كوريكود في ولاية كيرالا، الهند. يقع المركز شرق مدينة كوريكود. وضع حجر الأساس العالم الإسلامي السعودي محمد علوي المالكي بحضور كنيات أحمد مسلار وإك أبو بكر مسليار.
بدأ المركز فرعه في دبي تحت إشراف دائرة الشؤون الإسلامية والعمل الخيري في دبي، (ويسمى أيضًا مركز دبي) مع دورات مختلفة في الدراسات الإسلامية.

## الإدارة
مركز الثقافة السنية هي منظمة غير حكومية مقرها الهند ومسجلة بموجب قانون تسجيل الجمعيات، 1860 في كوريكود.

## خدمات الرعاية
يقدم المركز مساعدات مالية للطلاب الفقراء لمزيد من الدراسة. يوجد صندوق خاص لمساعدة الطلاب الذين يطمحون للدراسة هنا وفي الخارج، ويحضر أفضل الهدافين جامعات في مصر وروسيا، إلخ. يرعى المركز طلاب الطب والهندسة الذين يدرسون في ولاية كيرالا وولايات أخرى مثل كارناتاكا وأوتار براديش ودلهي. يوجد منفذ رعاية اجتماعية خاص يعمل في العاصمة دلهي. يمنح المركز شهادة (سند) في الدراسات الإسلامية مثل مولوي فاضل السقفي ومولوي كامل السقفي للدراسات الإسلامية المعروف أيضًا باسم السقفي.

## العلاقات والانتماءات الدولية
وسعت جامعة الأزهر بالقاهرة اعترافها بالمقررات التي يدرسها مركز السقافاتي السني.
- تركيا - جامعة الفاتح.[17][18][19][20][21]
- ماليزيا - الجامعة الإسلامية العالمية[22]
- الإمارات العربية المتحدة - الجامعة القاسمية[16]
- مصر - جامعة الأزهر[16]
- الأردن - جامعة العلوم الإسلامية العالمية[16]
- المملكة المتحدة - جمعية المخطوطات الإسلامية[23]
- اليمن - دار المصطفى[16]

## روبي اليوبيل
يوبيل مركز روبي هو المؤتمر الأربعون السنوي لجامعة المركز، في إطار احتفالات اليوبيل الياقوتي أقام المركز عددا من الندوات والمؤتمرات، ناقش ذلك عددًا كبيرًا من القضايا المتعلقة بالأزمات الإنسانية والعالم الإسلامي، وتم عقده خلال 4 يناير عام 2018 والسابع من نفس الشهر.
- المؤتمر الثقافي[25]
- المؤتمر الافتتاحي[26]
- مؤتمر الشيخ زايد الدولي للسلام[27]
- مؤتمر التكامل الوطني[28]
- افتتاح أرض كوينز[29]
- المؤتمر العالمي لعلماء المسلمين[30]

## روابط خارجية
- الموقع الرسمي